# Manuela Janer Cabanyes
Manuela Janer Cabanyes (Tremp, Lérida, 1696 - Valls, Tarragona, 1760), fue una empresaria española.

## Biografía
Nació en el seno de una familia de comerciantes: su padre y sus hermanos eran propietarios de un hotel y comerciaban con lana y textiles. En 1716 se casó con Francesc Baldrich, viudo de Tecla Gasol, y candelero de cera de Valls. La pareja se instaló en la capital del Alt Camp, donde Manuela encontró una casa muy bien equipada de muebles, ropa blanca y objetos decorativos. En la botiga tenía los estratos propios de un velador de cera y los necesarios para hacerlo. También pudo comprobar que la familia Baldrich había invertido parte de su capital en diversas empresas mercantiles.
Como era costumbre entre la gente piadosa de España, también hizo grandes donaciones a instituciones religiosas y fondos de caridad. En 1756, nombró socio a su hijo Anton Baldrich cuando éste cumplió 25 años. Se la considera una de las empresarias más exitosas de la España del siglo XVIII y, en particular, de la historia de Cataluña. Tuvieron 4 hijos y dos hijas. Janer conocía la actividad comercial gracias a la tienda de textiles de lana de su pareja y a sus hermanos Pau y Josep, que regentaban una tienda de telas en Reus el primero y un primer establecimiento en Santa Coloma y después en Barcelona el segundo. Más tarde, el contacto con el mundo del comercio se intensifica con la incorporación de los dos géneros: Josep Ixart, tendero de telas, y Anton Monguió, tendero de droguería.
Al morir el año 1748, Francesc Baldrich dejó a su esposa como usufructuaria de todos sus hijos y nombró aquí universalmente su hijo el gran Anton, aún impúber. Estableció 1.000 libras por cada uno de los otros tres llenos y limita la cantidad con la que esta chica se puede incrementar en documentos posteriores a 700 libras. Había que dotar con todo lo que necesitaran para su cargo los chicos que optaran por la carrera eclesiástica. A las niñas se las tenía que dotar como 2.800 libras cada una.
Aunque Janer se quedó viuda, mostrará sus capacidades como administradora. Se acabó el negocio de su marido, liquidando en primer lugar la procuraduría que Francisco Baldrich puso en Valls. Este mismo año, para mostrar públicamente la posición social de la familia, compró una casa en la calle de la Cort. También compró terrenos en La Riba y en Alcover para construir sus molinos papeleros, y adquirió terrenos y propiedades en Valls. Pone al día los censos enfitéuticos, así como las pensiones de algunos censales. Como persona piadosa, dedicó recursos a la beneficencia y a embellecer un retablo dedicado a San Antón de Padua, la capilla dedicada a San Erasmo, el monasterio de San Francisco. También consiguió la autorización para hacer unas tribunas, sobre esta capilla, para alguno de los miembros de la familia.
En 1756 el valor de sus bienes, compartidos con su hijo Antón, que entonces tenía 25 años, sumaba la cantidad de 41.836 libras repartidas entre capitales invertidos en compañías comerciales, en la tienda de cera en Valls, en negocios, en varias barcas, inversiones en molinos papeleros en la Riba, pensiones de censales y en joyas, ropa y muebles, ganado y enseres. A esta suma cabe añadir el valor de los bienes inmuebles.
Hizo testamento el 24 de octubre de 1760. Dejó las acostumbradas y numerosas donaciones piadosas e instituyó, no haciendo caso del testamento de su marido, que cada hijo varón recibiera 2.000 libras, además de ropas diversas a su joven Maria Martí Gatell. En el momento de hacer esta previsión para los tres hijos pequeños hizo constar que el capital debía salir de sus propios bienes y no de los de la familia Baldrich. El heredero estaba obligado a dejar 1.000 libras más, por si alguno de los hermanos las necesitaba en caso de que fueran curas. A las hijas, que ya tenían la dote recibida los yernos, les dejó ropa de luto, además, de sus mejores vestidos. No firmó el testamento porque no sabía escribir.